# Matylda Wyszyńska
Matylda Antonina Wyszyńska, ur. jako Ada Fuchs (ur. 31 stycznia 1922 we Lwowie, zm. 10 marca 2019 w Gdyni) – polska inspektorka pracy pochodzenia żydowskiego, ocalała z Holocaustu, animatorka kultury żydowskiej na Pomorzu.

## Życiorys
Przyszła na świat w zasymilowanej rodzinie żydowskiej. Ojciec Maurycy Fuchs był adwokatem. Matka Leonia Ramer zmarła w 1936.
Matylda uczęszczała do szkoły im. Marii Magdaleny, a potem do gimnazjum Zofii Strzałkowskiej. Przed II wojną światową była członkinią Przysposobnienia Wojskowego Kobiet. W 1940 we Lwowie zdała maturę. W 1941 zaczęła studia architektoniczne na Politechnice Lwowskiej. Pracowała jako sekretarka w szpitalu.
Wojna przerwała jej edukację. Z rodziną trafiła do lwowskiego getta. W sierpniu 1942 uciekła dzięki pomocy ukochanego Staszka Podhaniuka (po latach nominowała go do tytułu Sprawiedliwy wśród Narodów Świata). Odtąd przedstawiała się jako Matylda Antonina Bednarska. Rodzice chłopaka ukrywali Adę kilka tygodni w pustej sali w szkole. Potem oddali ją kuzynowi, a następnie przyjaciołom rodziny.
W latach 1943–1944 pracowała w tartaku w Dolinie (dziś Ukraina). Współpracowała z Armią Krajową, przekazując tajne dokumenty dotyczące zakładu.
W 1946 wyszła za mąż za Staszka Podhaniuka. Mieszkali m.in. w Wałbrzychu i Częstochowie. Po kilku latach rozwiedli się. Potem była żoną aktora z Częstochowy, Wyszyńskiego, którego nazwisko przyjęła. Mieli córkę Katarzynę. Mężowi nie powiedziała o swoim żydowskim pochodzeniu.
W 1953 została zatrudniona w inspekcji pracy. W 1959 przeniesiono ją do Gdańska. Pracowała jako inspektorka pracy m.in. w Społem oraz Stoczni Gdyńskiej.
Działała w Gminie Wyznaniowej Żydowskiej w Gdańsku i jako przewodnicząca gdańskiego oddziału Stowarzyszenia Żydów Kombatantów i Poszkodowanych w II Wojnie Światowej. Przewodniczyła oddziałowi Towarzystwa Społeczno-Kulturalnego Żydów w Polsce w Gdańsku. Była honorową członkinią Stowarzyszenia Dzieci Holocaustu oraz animatorką Klubu Seniora w synagodze w Gdańsku. Prowadziła spotkania dla młodzieży szkolnej i studenckiej na temat kultury żydowskiej. W 2017 podczas wiecu w Gdańsku wyraziła poparcie dla osób nieheteronormatywnych i innych mniejszości.
Jest pochowana na cmentarzu żydowskim w Warszawie.

## Odznaczenia
Uzyskała tytuł zasłużonego pracownika. Została wyróżniona krzyżem kawalerskim i innymi odznaczeniami.